# Love Will Never Do (Without You)
A Love Will Never Do (Without You) Janet Jackson amerikai pop- és R&B-énekesnő hetedik kislemeze negyedik, Rhythm Nation 1814 című albumáról. Az Egyesült Államokban ez volt az albumról megjelent utolsó kislemez.

## Fogadtatása
A dalt eredetileg duettnek szánták volna Prince-szel, végül azonban Janet egyedül énekelte el, de az első versszakot, amit Prince énekelt volna, mélyebb hangon. Ez a dal lett Jackson negyedik listavezető száma a Billboard Hot 100-on, így ez lett a hetedik az albumról, ami a Top 5-be került; ezzel rekordot döntött, addig és azóta sem sikerült másnak egy albumról hét Top 5 kislemezt megjelentetnie. Egy hétig volt listavezető. A kislemez az USA-ban aranylemez lett.

## Videóklip és remixek
A dal klipje fordulópontot jelent Janet karrierjében, mivel ez volt az első, amiben az énekesnő felhagyott a konzervatív öltözködéssel és szexinek mutatta magát; ez már előrevetítette következő albuma témáját. A klipet Herb Ritts fotóművész rendezte, és Janet a tengerparton látható benne egy férfival (Antonio Sabàto Jr. színész és modell). Jackson eredetileg nőies ruhát akart viselni a kliphez, de a rendező javaslatára egyszerű farmert és fekete felsőt vett fel. A klipnek készült fekete-fehér és színes változata is, mindkettő szerepel a Design of a Decade 1986/1996 DVD-n.
A klip elnyerte az MTV Video Music Awardot legjobb, női előadó által készített videóklip és legjobb művészi rendezés kategóriában, és jelölték legjobb koreográfia kategóriában is. A Rolling Stone „100 legjobb videóklip” listáján a 13. helyre került, a VH1-én a 72., az MTV-én a 88. helyre.

### Hivatalos remixek, változatok listája
| 1990 - A cappella (3:48) - Original 7" (4:26) - Single Version (4:35) - The Love 7" (4:36) - The Love Mix (6:03) - The Love Dub (6:02) - UK Funky 7" (4:29) - UK Funky Mix (6:56) - UK Funky Instrumental (6:06) - Work It Out 7" (4:13) - Work It Out 7" with Intro (4:48) - Work It Out Mix (7:37) - Work It Out Dub (4:49) | 1996 - Love to Infinity Acid Club Mix (6:50) - Love to Infinity Classic Paradise Radio Mix (4:08) - Love to Infinity Radio Master Mix (4:27) - Roger Sanchez Acid Vocal (9:24) - Roger Sanchez Acid Dub (6:45) - Roger Sanchez Club Mix (6:45) - Roger Sanchez Instrumental (6:45) |

## Változatok[1]
| 7" kislemez, kazetta (USA) 1. Love Will Never Do (Without You) (Single Version) 2. Love Will Never Do (Without You) (Shep’s Work It Out 7" With Intro) 7" kislemez (Németország) Kazetta (Egyesült Királyság) 1. Love Will Never Do (Without You) (Shep’s Work It Out 7" With Intro) 2. Love Will Never Do (Without You) (The Love 7") 12" maxi kislemez (Egyesült Királyság) 1. Love Will Never Do (Shep’s Work It Out Mix) 2. Love Will Never Do (UK Funky Mix) 3. Love Will Never Do (The Work It Out Dub) 12" maxi kislemez (Németország) 1. Love Will Never Do (Shep’s Work It Out Mix) 2. Love Will Never Do (UK Funky Mix) 3. Love Will Never Do (The Work It Out Dub) 12" maxi kislemez (USA) 1. Love Will Never Do (Shep’s Work It Out Mix) 2. Love Will Never Do (The Work It Out Dub) 3. Love Will Never Do (Shep’s Work It Out 7" With Intro) 4. Love Will Never Do (UK Funky Mix) 5. Love Will Never Do (UK Funky Instrumental) 6. Love Will Never Do (Single Version) | CD maxi kislemez (Egyesült Királyság, Németország) 1. Love Will Never Do (Shep’s Work It Out 7" With Intro) 2. Love Will Never Do (Shep’s Work It Out Mix) 3. Love Will Never Do (UK Funky Mix) CD maxi kislemez (Japán) 1. Love Will Never Do (Single Version) 2. Love Will Never Do (Shep’s Work It Out 7" With Intro) 3. Love Will Never Do (UK Funky 7") 4. Love Will Never Do (The Love 7") 5. Love Will Never Do (Shep’s Work It Out 7") 6. Love Will Never Do (Shep’s Work It Out Mix) 7. Love Will Never Do (UK Funky Mix) 8. Love Will Never Do (Shep’s Love Mix) 9. Love Will Never Do (The Work It Out Dub) 10. Love Will Never Do (The Love Dub) 11. Love Will Never Do (Shep’s Original 7") 12. Love Will Never Do (A Cappella) 13. The 1814 Megamix 14. You Need Me Mini CD (Japán) 1. Love Will Never Do (Single Version) 2. Love Will Never Do (Shep’s Work It Out 7" With Intro) 3. The 1814 Megamix |

## Helyezések
| Slágerlista (1990)                               | Legmagasabb helyezés |
| ------------------------------------------------ | -------------------- |
| USA Billboard Hot 100                            | 1                    |
| USA Billboard Hot 100 Airplay                    | 1                    |
| USA Billboard Hot R&B/Hip Hop Singles & Tracks   | 3                    |
| USA Billboard Hot Dance Music/Club Play          | 4                    |
| USA Billboard Hot Dance Music/Maxi-Singles Sales | 4                    |
| USA Billboard Adult Contemporary                 | 33                   |
| USA ARC Weekly Top 40                            | 1                    |
| Ausztrál ARIA Top 50                             | 14                   |
| Brit kislemezlista                               | 34                   |
| Dél-afrikai kislemezlista                        | 2                    |
| Holland kislemezlista                            | 33                   |
| Kanadai kislemezlista                            | 6                    |